# Quantic Dream
Quantic Dream SA es un desarrollador y distribuidor de videojuegos francés con sede en París. Fundada en 1997, la empresa ha desarrollado cinco videojuegos: The Nomad Soul (1999), Fahrenheit (2005), Heavy Rain (2010), Beyond: Two Souls (2013) y Detroit: Become Human (2018). La empresa es conocida por promover la narración interactiva, con su fundador David Cage como principal fuerza creativa. NetEase adquirió el estudio en agosto de 2022 para que actuara como su primer estudio europeo.

## Videojuegos
| Año  | Título                | Plataformas                                                            | Distribuidora                  |
| ---- | --------------------- | ---------------------------------------------------------------------- | ------------------------------ |
| 1999 | The Nomad Soul        | Windows, Dreamcast                                                     | Eidos Interactive              |
| 2005 | Fahrenheit            | PlayStation 2, Xbox, Windows, Linux, OS X, iOS, Android, PlayStation 4 | Atari                          |
| 2010 | Heavy Rain            | PlayStation 3, PlayStation 4, Windows                                  | Sony Computer Entertainment    |
| 2013 | Beyond: Two Souls     | PlayStation 3, PlayStation 4, Windows                                  | Sony Computer Entertainment    |
| 2018 | Detroit: Become Human | PlayStation 4, Windows                                                 | Sony Interactive Entertainment |
| TBA  | Star Wars Eclipse     | PlayStation 5, Xbox Series X/S, Microsoft Windows                      |                                |

### Publicaciones como distribuidora
| Year | Title                               | Platform(s)                                                                | Developer        |
| ---- | ----------------------------------- | -------------------------------------------------------------------------- | ---------------- |
| 2021 | Sea of Solitude: The Director's Cut | Nintendo Switch                                                            | Jo-Mei Games     |
| 2023 | Under the Waves                     | PlayStation 4, PlayStation 5, Xbox One, Xbox Series X/S, Microsoft Windows | Parallel Studio  |
| 2024 | Dustborn                            | PlayStation 5, Xbox Series X/S, Microsoft Windows                          | Red Thread Games |
| 2024 | Lysfanga: The Time Shift Warrior    | Microsoft Windows                                                          | Sand Door Studio |